# Muzeum Polskiej Piosenki w Opolu

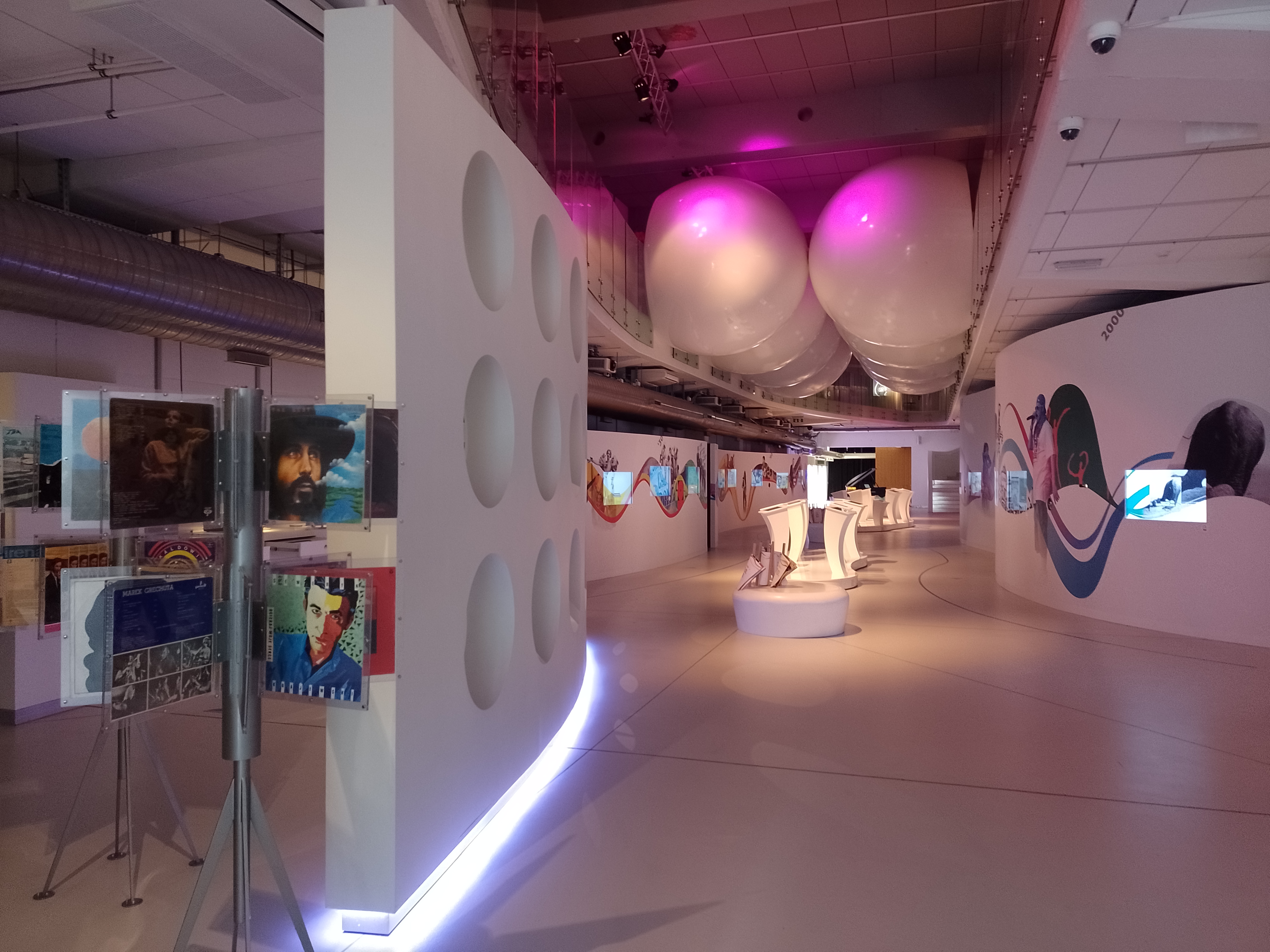
Wnętrze muzeum

Muzeum Polskiej Piosenki w Opolu – samorządowa instytucja kultury poświęcona dokumentowaniu i popularyzacji historii polskiej piosenki. Zostało utworzone w 2007 roku przez miasto Opole. Ekspozycja stała, otwarta w 2016 roku, prezentuje rozwój muzyki estradowej w Polsce. Muzeum funkcjonuje w mieście, które od 1963 roku jest gospodarzem Krajowego Festiwalu Polskiej Piosenki.
Muzeum gromadzi, kataloguje, konserwuje i udostępnia zbiory dokumentujące historię polskiej piosenki. W zasobach znajdują się m.in. nagrania, partytury, fotografie oraz inne materiały ilustrujące rozwój tego gatunku muzycznego od lat 20. XX wieku do współczesności. Ekspozycja muzeum ma charakter interaktywny – wśród dostępnych elementów znajdują się m.in. budki nagraniowe, umożliwiające odwiedzającym stworzenie i elektroniczne przesłanie własnych nagrań, a także prezentacje wybranych strojów scenicznych wykonawców polskiej muzyki rozrywkowej. Muzeum jest jedną z nielicznych placówek w Europie skupiających się na dokumentowaniu historii piosenki popularnej.

## Lokalizacja
Wystawa stała muzeum, obejmująca multimedialną ekspozycję, umożliwia zwiedzającym zapoznanie się z pamiątkami związanymi z historią polskiej piosenki. Ekspozycja znajduje się na terenie Amfiteatru Tysiąclecia w Opolu przy ulicy Piastowskiej 14a (wejście od ulicy Barlickiego). Siedziba dyrekcji muzeum mieści się przy placu Kopernika 1.

## Historia
Muzeum Polskiej Piosenki w Opolu zostało utworzone na mocy decyzji władz miejskich, które w 2007 roku postanowiły stworzyć instytucję, która zajęłaby się dokumentowaniem i popularyzacją dziedzictwa polskiej piosenki. Instytucja, wpisana do Rejestru Instytucji Kultury (RIK 5/2012), gromadzi zbiory obejmujące archiwalia, fotografie, nagrania dźwiękowe oraz dokumenty, które odzwierciedlają rozwój i przemiany polskiej piosenki na przestrzeni lat.
W 2017 roku, na mocy uchwały nr XLII/825/17 Rady Miasta Opola, zmieniono statut MPP w Opolu, co umożliwiło rozszerzenie zakresu jego działalności. Nowelizacja statutu przyczyniła się do przekształcenia instytucji w ośrodek kulturalny, realizujący projekty wystawiennicze, edukacyjne oraz inicjatywy kulturalno-oświatowe. Dzięki temu muzeum nie tylko dokumentuje dziedzictwo muzyczne, ale również aktywnie angażuje się w interdyscyplinarne przedsięwzięcia, łączące tradycję z nowoczesnymi metodami prezentacji zbiorów.
Muzeum otrzymało nagrodę w konkursie regionalnym na Najlepszy Produkt Turystyczny – Certyfikat OROT w 2016 roku, Certyfikat Polskiej Organizacji Turystycznej oraz Živa Award w kategorii kreatywność. Wśród najważniejszych inicjatyw znajdują się wystawy czasowe prezentujące bogactwo polskiej sceny muzycznej oraz projekty łączące aspekty artystyczne, historyczne i edukacyjne. Nagrody oraz wyróżnienia przyznawane muzeum świadczą o uznaniu dla wysokiej jakości jego działalności, promującej polskie dziedzictwo muzyczne

## Struktura muzeum
Zgodnie ze Statutem Muzeum Polskiej Piosenki w Opolu, w jego strukturze organizacyjnej znajdują się:
- dział wystaw i edukacji
- dział zbiorów muzealnych
- dział promocji
- dział organizacyjno-informacyjny
- dział księgowo-finansowy
- dział techniczno-administracyjny[9]

Muzeum kieruje dyrektor, który jest powoływany i odwoływany przez Prezydenta Miasta Opola. Nadzór nad działalnością muzeum sprawuje 9-osobowa Rada Muzeum, powoływana przez Radę Miasta Opola.

## Wystawy czasowe i plenerowe
Wystawy czasowe:
- grudzień 2009 – „Grunt to bunt”
- czerwiec 2013 – „50/50, czyli tekstem na Opole”
- październik 2013 – „77 x Osiecka”
- czerwiec 2014 – „Nastroje, nas troje. Epilog”
- czerwiec 2015 – „Kołysanki”
- styczeń 2016 – „Muzeum Polskiej Piosenki, czyli historia jednego przeboju”
- marzec 2016 – „Poeci piosenki w obiektywie Jerzego Dziedziczaka”
- kwiecień 2016 – „Jego Ekscelencja Bodo”
- listopad 2016 – „Grane i wygrane”
- styczeń 2017 – „Ciechowski – Świetlik”
- marzec 2017 – „Przeszłość ma swoje dźwięki”
- maj 2017 – „Kulisy Opola”
- styczeń 2018 – „Pocztówkowy szał”
- czerwiec 2018 – „Sipińska – sza la la zabawa trwa da da”
- luty 2019 – „Czy mogę prosić o autograf?”
- czerwiec 2019 – „Festiwalowe gadżety”
- czerwiec 2019 – „Muzak”
- luty 2020 – „Mieczysław Fogg. Pieśniarz Polaków”
- wrzesień 2021 – „Nawijaj”
- kwiecień 2022 – „Save the Music – muzyczne plakaty Maxa Skorwidera”
- maj 2023 – „60 x Opole. Festiwal legenda”
- luty 2024 – „Zbigniew Bielak | Mistrz detalu”
- luty 2024 – „Muzyczne pozdrowienia. Artyści i festiwale na kartach pocztowych.”
- maj 2024 – „PRE/TEKSTY”
- czerwiec 2024 – „WASOWSKI. Artysta czy rzemieślnik?”
- luty 2025 – „Forin – wychodząc poza kwadrat”

Wystawy plenerowe:
- marzec 2010 – „Muzyk Młodej Generacji – 30 lat minęło”
- maj – lipiec 2010 – „Artyści polskiej piosenki w karykaturze”
- lipiec – sierpień 2010 – „30 lat Jarocińskiego Festiwalu” (współorganizacja)
- czerwiec 2011 – „Artyści polskiej piosenki w plakacie”
- kwiecień 2012 – „Babys in Blue, albo: prawdziwa historia Czerwonych Gitar”
- maj-czerwiec 2013 – „Krajowy Festiwal Polskiej Piosenki na znakach pocztowych”
- luty 2014 – „Jego Ekscelencja BODO”
- maj 2014 – „Twarze ZAIKS-u”
- czerwiec 2014 – „Zaprojektuj okładkę polskiej płyty muzycznej”
- lipiec 2014 – „40 lat minęło – Ogólne Spotkania Zamkowe Śpiewajmy Poezję”
- wrzesień 2014 – „Mała Akademia Piosenki z gwiazdami polskiej sceny muzycznej”
- maj 2015 – „Mój festiwal, moje miasto”
- wrzesień 2015 – „Mała Akademia Piosenki”
- maj 2016 – „Twarze muzyki 1982 – 2015 – Andrzej Tyszko”
- czerwiec 2017 – „Drogi nasze. 35 lat grupy Bakshish”
- sierpień 2017 – „Kadry Karewicza”
- czerwiec 2018 – „Opole 81”
- czerwiec 2022 – „Andrzej Nowak – Zły Pies polskiego rocka”
- sierpień 2022 – „Irena Jarocka w obiektywie Renaty Pajchel”
- czerwiec 2023 – „Słynna Opolska Publiczność”

## Działalność edukacyjna
Muzeum Polskiej Piosenki w Opolu realizuje szeroką działalność edukacyjną, skierowaną do dzieci, młodzieży oraz dorosłych, łącząc tradycję z nowoczesnymi metodami nauczania poprzez interaktywne zajęcia i warsztaty.
Mała Akademia Piosenki
Jednym z kluczowych projektów edukacyjnych muzeum jest „Mała Akademia Piosenki”, cykl muzycznych spotkań skierowanych do dzieci w wieku przedszkolnym i wczesnoszkolnym. Inicjatywa ta realizowana była od września 2013 roku we współpracy z Towarzystwem Przyjaciół Opola. W ramach tych spotkań najmłodsi mieli okazję nie tylko poznawać świat muzyki, ale także obcować z profesjonalnymi artystami, którzy dzielilu się swoimi doświadczeniami i umiejętnościami. Zajęcia poprowadzili m.in.: Katarzyna Cerekwicka, Katarzyna Groniec, Anna Jurksztowicz, Natalia Kukulska, Wanda Kwietniewska, Anita Lipnicka, Novika, Katarzyna Pakosińska, Katarzyna Skrzynecka, Anna Wyszkoni, Kuba Badach, CeZik, Robert Janowski, Andrzej Krzywy, Rahim.
Mała Akademia Instrumentów
Kolejnym ważnym elementem edukacyjnej oferty muzeum jest „Mała Akademia Instrumentów”, projekt mający na celu przybliżenie dzieciom i młodzieży różnorodności instrumentów muzycznych oraz ich roli w polskiej muzyce rozrywkowej. Podczas warsztatów uczestnicy nie tylko poznają historię i budowę poszczególnych instrumentów, ale także mają możliwość spróbowania swoich sił w grze na nich, co sprzyja rozwijaniu wrażliwości muzycznej i kreatywności. Zajęcia poprowadzili m.in.: Grażyna Auguścik, Czesław Mozil, Marek Napiórkowski, Przemysław Neumann, Adam Pierończyk, Igor Przebindowski, Marcin Wasilewski, Piotr Wróbel.
Edukacyjne Studio Nagrań
Muzeum oferuje również wyjątkową przestrzeń w postaci Edukacyjnego Studia Nagrań, które umożliwia uczestnikom warsztatów zdobywanie podstawowych informacji o zakresie rejestracji dźwięku oraz pracy w studiu nagraniowym. To innowacyjna forma edukacji, która pozwala na zdobywanie podstawowej wiedzy o produkcji muzycznej.
Krajowy Festiwal Piosenki Przedszkolnej „Mini-Debiuty”
Muzeum Polskiej Piosenki w Opolu jest organizatorem Krajowego Festiwalu Piosenki Przedszkolnej „Mini-Debiuty”, którego celem jest promocja twórczości muzycznej dla najmłodszych oraz edukacja muzyczna dzieci w wieku przedszkolnym.
Festiwal opiera się na formie konkursu, uczestnicy – przy wsparciu rodziców, dziadków lub nauczycieli – przygotowują autorską, premierową piosenkę w dowolnym gatunku muzycznym. Dodatkowo istnieje możliwość realizacji teledysku do utworu. Inicjatywa ta ma na celu zachęcenie do powstawania nowych wartościowych piosenek dziecięcych oraz aktywizację środowisk przedszkolnych i muzycznych w całej Polsce.
Do udziału w festiwalu zaproszone są publiczne i niepubliczne przedszkola z całego kraju. Wydarzenie jest szeroko promowane w ogólnopolskich mediach, aby dotrzeć do jak największej liczby odbiorców i zaangażować twórców w rozwój dziecięcej sceny muzycznej. Zwycięzcy konkursu, oprócz nagród, otrzymają statuetki „Mini-Karolinki”, nawiązujące do nagrody przyznawanej podczas Krajowego Festiwalu Polskiej Piosenki w Opolu.
Inne zajęcia dla dzieci i młodzieży
Oprócz flagowych programów muzeum prowadzi także różnorodne warsztaty edukacyjne, wykłady oraz interaktywne zajęcia poświęcone historii polskiej piosenki, jej twórcom w tym ich wpływowi na kulturę popularną. Dzięki nowoczesnym metodom nauczania, takim jak prezentacje multimedialne, gry edukacyjne i spotkania z artystami, MPP w Opolu skutecznie angażuje uczestników w poznawanie dziedzictwa polskiej piosenki.

## Działalność kulturalna
Od października 2009 r. Muzeum Polskiej Piosenki w Opolu organizuje spotkania z osobistościami polskiej sceny artystyczno-kulturalnej. W wydarzeniach tych uczestniczyli m.in.: Danuta Grechuta, Filipinki, Halina Kunicka, Agata Passent, Krystyna Prońko, Sława Przybylska, Ania Rusowicz, Irena Santor, Maria Szabłowska, Magda Umer, Tomasz Budzyński, Jacek Fedorowicz, Lech Janerka, Bogusław Mec, Marek Niedźwiecki, Stanisław Soyka, Sławek Wierzcholski, Tadeusz Woźniak, Zbigniew Zamachowski.
Od stycznia 2014 r. ukazuje się rocznik kulturalny „Piosenka”, który koncentruje się na tematach związanych z polską piosenką, przedstawianych w szerokiej perspektywie poznawczej. Pismo po raz pierwszy ukazało się w drugiej połowie 2006 roku jako kwartalnik. Redaktorem naczelnym rocznika jest Jan Poprawa.
Muzeum jest współproducentem programu „Muzeum Polskiej Piosenki, czyli historia jednego przeboju”, emitowanego na antenie TVP Rozrywka, a także filmu dokumentalnego „Dobry wieczór Opole! Festiwal – legenda”. MPP w Opolu brało również udział w produkcji telewizyjnego programu muzycznego „O!Polskie Przeboje”
[1] https://muzeumpiosenki.pl/piosenka-rocznik-kulturalny.html
[2] https://opole.naszemiasto.pl/muzeum-polskiej-piosenki-czyli-historia-jednego-przeboju/ar/c13-3101018
[3] https://filmpolski.pl/fp/index.php?film=1237235
[4] https://centruminformacji.tvp.pl/29004130/opolskie-przeboje-w-telewizji-polskiej